# San José Mezapa Sección I
San José Mezapa Sección I är en ort i Mexiko.   Den ligger i kommunen Tianguistenco och delstaten Mexiko, i den sydöstra delen av landet, 50 km sydväst om huvudstaden Mexico City. San José Mezapa Sección I ligger 2 673 meter över havet och antalet invånare är 1 016.
Terrängen runt San José Mezapa Sección I är kuperad åt sydost, men åt nordväst är den platt. Terrängen runt San José Mezapa Sección I sluttar västerut. Runt San José Mezapa Sección I är det tätbefolkat, med 735 invånare per kvadratkilometer. Närmaste större samhälle är Metepec, 18,7 km nordväst om San José Mezapa Sección I. Trakten runt San José Mezapa Sección I består till största delen av jordbruksmark.